# Campyloxiphos dineti
Campyloxiphos dineti är en kräftdjursart som beskrevs av Rony Huys 1991. Campyloxiphos dineti ingår i släktet Campyloxiphos och familjen Deoterthridae. Inga underarter finns listade i Catalogue of Life.